# Paramelanauster flavosparsus
Paramelanauster flavosparsus är en skalbaggsart som beskrevs av Stefan von Breuning 1936. Paramelanauster flavosparsus ingår i släktet Paramelanauster och familjen långhorningar. Inga underarter finns listade i Catalogue of Life.